# Urge to Build
Urge to Build (frei übersetzt Drang zum Bauen) ist ein US-amerikanischer Dokumentar-Kurzfilm von Roland Hallé aus dem Jahr 1981, für und mit dem Hallé für einen Oscar nominiert war.

## Inhalt
Der Film zeigt Bauherren, die untereinander ihre Erfahrungen austauschen, wie es ist, ein eigenes Haus zu bauen. Es kristallisiert sich heraus, dass die verschiedenen Bauphasen ursächlich sind für die eher menschlichen Probleme, wie Stress, das Vertrauen darauf, ob das alles zu schaffen ist die Widrigkeiten des Alltags, die außerdem noch bewältigt werden müssen. Selbstvertrauen ist dabei ein wichtiger Faktor, um die verschiedenen Bauphasen durchzustehen und nicht die Kontrolle über das eigene Leben zu verlieren.

## Produktionsnotizen
Produziert wurde der Film von Roland Hallé Productions, Inc., vertrieben von Direct Cinema.

## Kritik
Im Magazin Film & Video News stellte Louis Reile fest, dass es Hallé und Hoover gelungen sei, aus einem Stoff des alltäglichen Lebens einen guten Film zu machen.

## Auszeichnung
Academy Awards 1982
- Nominiert für den Oscar Roland Hallé und John Hoover für und mit dem Film in der Kategorie „Bester Dokumentar-Kurzfilm“